# Carla Laemmle
Carla Laemmle, vlastním jménem Rebecca Isabelle Laemmle (20. října 1909 Chicago, Illinois – 12. června 2014 Los Angeles, Kalifornie), byla americká herečka z dob němé éry. Byla neteří Carla Laemmle, zakladatele studií Universal. Spolu s mexickou herečkou Lupitou Tovar byla jednou z posledních žijících herců, kteří pamatovali éru němého filmu. Jejím posledním filmovým počinem je horor z roku 2011 Mansion of Blood.

## Životopis

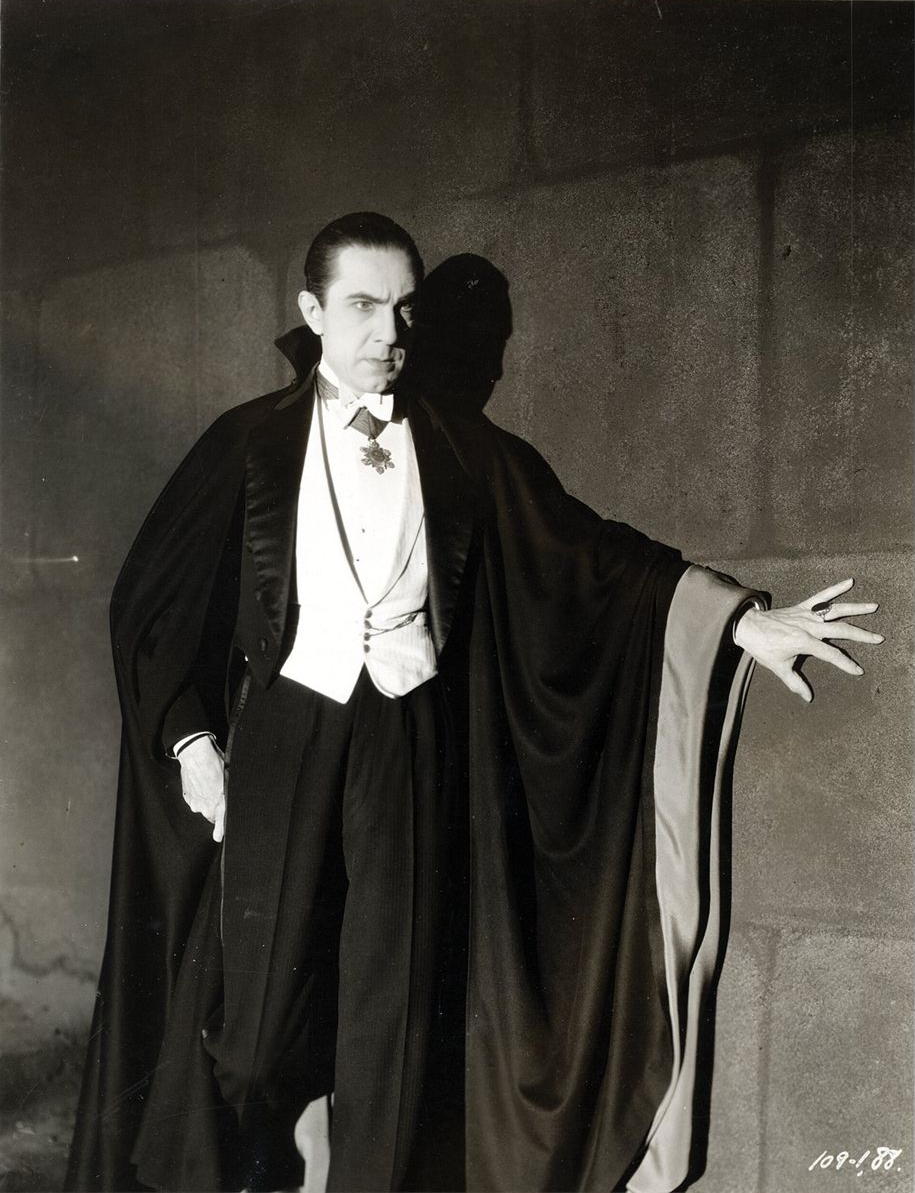
Kolega Béla Lugosi jako hrabě Drákula

Rebecca Isabelle Laemmle se narodila 20. října 1909 v Chicagu v USA Josephovi a Belle Laemmlovým. Josephův bratr Carl podepsal v roce 1912 dohodu s dalšími majiteli menších studií o sloučení a založení studia Universal ve San Fernando Valley. V zimě roku 1920 poslal Carl bratrovi dopis, ve kterém ho zval do Jižní Kalifornie. Laemmlovi se z New Yorku přestěhovali na Západ a začali žít v rezidenci na pozemku studií. Tam žili až do roku 1937. Rebecce bylo jedenáct let, když se její rodina přestěhovala. Stala se tanečnicí a balerínou.
V roce 1925 získala malou roli baletky v němém hororu natočeného podle románu Gastona Lerouxa Fantom opery. V letech 1928 – 1935 měla smlouvu se studiem Universal. Další malou rolí byla postava tanečnice v muzikálu The Broadway Melody z roku 1929. Když v roce 1931 Tod Browning natáčel s Bélou Lugosi horor Dracula, obsadil do role mladičké pocestné právě Rebeccu. Tehdy už používala pseudonym Carla. Její postava byla tou první, která kdy v hororovém žánru promluvila. A tím se Carla Laemmle proslavila.
V roce 2009 napsala vzpomínkovou knihu o tom, jak vyrůstala ve studiích s postavami z hororů, jako byl Fantóm Opery, Drácula, Frankenstein a jiné. Kniha má název Growing Up With Monsters: My Times at Universal Studios in Rhymes.
Když v roce 2009 slavila 100. narozeniny, blahopřání jí zaslali bývalí prezidenti USA George H. W. Bush a Jimmy Carter, bývalá první dáma Nancy Reagan nebo kalifornský guvernér Arnold Schwarzenegger. Slavnostního večera se také účastnili potomci herců Borise Karloffa (dcera Sara Karloff) a Bély Lugosiho (syn Bela Lugosi, Jr.). Hostem byl taky romanopisec a scenárista Ray Bradbury. V říjnu 2010 vystoupila v dokumentárním pořadu BBC s názvem A History of Horror with Mark Gatiss, ve kterém vzpomínala na práci s Lonem Chaneym a Lugosim.
Dokument o životě Carly Laemmle Among the Rugged Peaks: The Carla Laemmle Story měl premiéru 18. listopadu 2011 v divadle Tivoli na mezinárodním festivalu v St. Louis.

## Zajímavosti
Byla posledním žijícím umělcem z dob natáčení filmů Fantom opery (1925) a Dracula (1931). Byla pratetou začínající herečky Antonie Carlotty.
Víc než čtyřicet let měla partnerský vztah s hercem, režisérem a scenáristou Raymondem Cannonem (1892 – 1977). Seznámili se ve studiích, když Cannon natáčel film. Později Carle věnoval knihu The Unforgettable Sea of Cortez, která se stala v roce 1966 bestsellerem.

## Filmografie

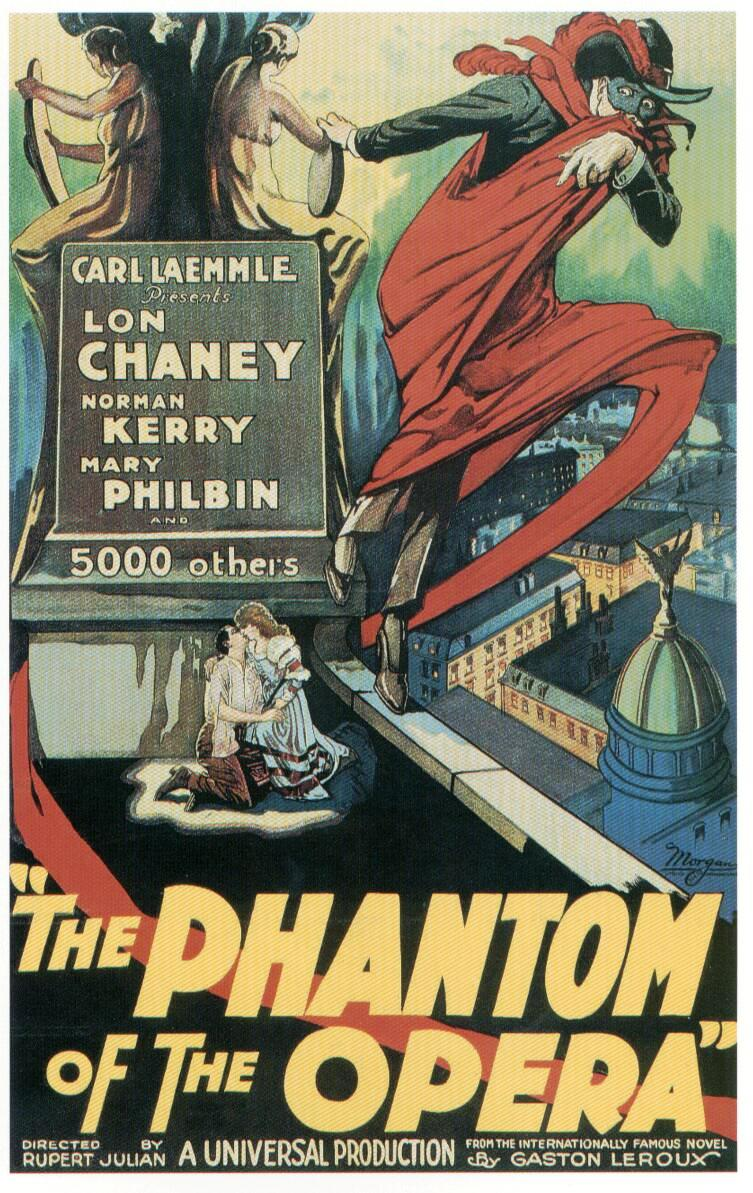
Plakát k filmu Fantom opery

- horor Fantom opery (1925, němý film)
- drama Topsy and Eva (1927, němý film)
- drama Uncle Tom's Cabin (1927, němý film)
- komedie The Gate Crasher (1928, němý film)
- muzikál The Broadway Melody (1929)
- muzikál Hollywood Revue (1929)
- muzikál The King of Jazz (1930)
- horor Dracula (1931)
- drama Mystery of Edwin Drood (1935)
- dobrodružný The Adventures of Frank Merriwell (1936)
- muzikál On Your Toes (1939)
- krátkometrážní horor Vampire Hunters Club (2001, video film)
- komedie Pooltime (2010)
- horor Mansion of Blood (2011)

Má-li film distribuční název, je uveden pod ním.